# Krzysztof Wojtyczek
Krzysztof Mariusz Wojtyczek, né le 19 février 1968 à Cracovie, est un juriste polonais, professeur à l’université Jagellonne de Cracovie.
Il est élu membre de la Cour européenne des droits de l'homme de Strasbourg le 27 juin 2012 pour un mandat de 9 ans.

## Biographie
Krzysztof Wojtyczek fait ses études de droit à Cracovie :
- 1991 : magister en droit
- 1998 : doctorat en droit
- 2009 : habilitation (équivalent de l’agrégation de droit en France)

Il y a effectué l’essentiel de sa carrière professionnelle jusqu'en 2012 :
- Depuis 1991 : Enseignant-chercheur à la faculté de droit et d’administration de l’université Jagellonne (assistant, puis maître de conférence puis professeur des universités)
- Depuis 2000 : directeur de l’École de droit français de Cracovie
- Depuis 2010 : coordinateur des écoles de droit étranger de l’université Jagellonne

Il est un collaborateur régulier de nombreuses instances comme :
- Depuis 1998 : référendaire au bureau de la Cour constitutionnelle de la république de Pologne.

Il est régulièrement professeur ou chercheur invité dans de nombreuses universités françaises comme Nantes (2002, 2008, 2009), Strasbourg (2003), Orléans (2008, 2009, 2010), Nancy (2010), Poitiers (1993, 2011).
Il est membre actif de plusieurs associations scientifiques et sociétés savantes, dont :
- l’association polonaise de droit constitutionnel (dont il est un des dirigeants)
- l’association française de droit constitutionnel
- l’association Henri Capitant des amis de la culture juridique française en Pologne
- la Societas Humboldtiana Polonorum

## Distinctions
Lauréat de prix et récompenses comme : prix du recteur de l’université Jagellonne (à trois reprises), prix Nicolas Copernic (décerné par l’Académie polonaise des arts et sciences).

## Publications
Source : université Jagellonne 
1. Transfert des compétences étatiques aux organisations internationales. Questions constitutionnelles choisies, Wydawnictwo Uniwersytetu Jagiellońskiego, Cracovie, 2007
2. Les limites constitutionnelles de l’ingérence législative dans la sphère des droits de l’homme, Zakamycze, Cracovie, 1999
3. Ouvrages présentant des constitutions nationales (Monaco, Chili, Luxembourg, Afrique du Sud, Brésil, Israël)
4. En collab. avec A. Machowska : Prawo francuskie (Droit français), vol. 1 et 2, Zakamycze, Cracovie, 2004, 2005.
5. L’influence du droit européen sur les catégories juridiques du droit public polonais in L’influence du droit européen sur les catégories juridiques du droit public, dir. J.-B. Auby, Dalloz, Paris, 2010.